# Teorije urote o slijetanju na Mjesec
Teorije urote o slijetanju na Mjesec su skup različitih teorija koje se bave pretpostavkom da se ljudsko slijetanje na Mjesec od 1969. do 1972. u okviru programa Apollo nikada nije dogodilo, nego da su NASA i američka vlada istu samo fingirali kako bi zavarali javnost. Prema tumačenjima Teorije sve je bilo snimljeno u Hollywoodskom studiju pod redateljskom palicom Walta Disneyja. Kasniji teoretičari urote u svojim teorijama zamijenili su Disneyja Stanleyem Kubrickom, ali koncept teorije je ostao isti.
Postoje razne verzije teorije zavjere oko slijetanja na Mjesec koje se uglavnom oslanjaju na pseudoargumente i krive interpretacije fizikalnih pojava u svemiru te su svi argumenti teorija urote do danas znanstveno odbačeni kao neosnovani, u prilog čemu idu i brojni nezavisni dokazi koji potvrđuju da je slijetanje na Mjesec bilo stvarno.
Također, lažiranje snimki u Hollywoodskom studiju do najsitnijih detalja zahtijevalo bi tehnologiju specijalnih efekata kakva nije postojala u šezdesetim godinama.

## Začetak teorije
Otac i utemeljitelj teorije zavjere o slijetanju na Mjesec je Bill Kaysing, koji je prvi iznio teoriju da je slijetanje na Mjesec bilo namješteno.
Bill Kaysing je radio u periodu od 1957. do 1963 u kompaniji Rocketdyne koja je između ostalog projektirala raketne motore za raketu Saturn V. U svojoj knjizi "Nikada nismo bili na Mjesecu: prijevara od 30 milijardi dolara" Kaysing tvrdi kako je u vrijeme svog rada u Rocketdyneu uvidom u tehničku dokumentaciju i s obzirom na velike probleme koje su imali prilikom projektiranja raketnog motora F-1 zaključio da se radi o prijevari.
Osnova Kaysingovih tvrdnji je da Amerika nije imala tehnološkog iskustva da pošalje čovjeka na Mjesec.
Međutim Bill Kaysing nije bio inženjer niti znanstvenik. Po fakultetskom obrazovanju bio je tek prvostupnik engleskog jezika te nije imao nikakvog tehničkog obrazovanja. U Rocketdyneu je radio kao voditelj odjela tehničkih publikacija, što je posao analogan poslu knjižničara. Osim toga, kompanija za koju je radio bila je zadužena samo za motore rakete Saturn V, ali ne i za ostale vitalne komponente programa Apollo. Bez ikakvog tehničkog obrazovanja nije bio kvalificiran da razumije dubinu problematike raketne propulzije da bi mogao tvrditi tako nešto.
S druge strane, Kaysing je napustio Rocketdyne 1963. dakle šest godina prije slijetanja na mjesec. U vrijeme njegovog rada u Rocketdyne-u uistinu je bilo velikih problema prilikom projektiranja raketnih motora F-1 za raketu Saturn V međutim ti su problemi s vremenom uspješno riješeni, a Kaysing je kompaniju napustio čak prije nego što je prvi puta testiran motor F-1 čime njegove tvrdnje sa stajališta "insajdera" uvelike gube na vjerodostojnosti.
U vrijeme njegovog odlaska iz kompanije Amerika uistinu nije imala tehnološkog iskustva za slanje ljudi na Mjesec, međutim valja imati na umu da je upravo radi stjecanja iskustva oformljen program Gemini s ciljem razvoja potrebne tehnologije za program Apollo, a Kaysing je napustio kompaniju čak dvije godine prije prvog leta misije Gemini, što njegove tvrdnje čini zastarjelima.
Međutim svojom knjigom je pokrenuo lavinu raznih teorija zavjere koje traju sve do danas.
Prva organizacija koja je otvoreno optužila NASA-u da je lažirala slijetanje na Mjesec bila je Flat Earth Society, organizacija koja promiče vjerovanje da je Zemlja ravna ploča. a najveći utjecaj na širenje teorije zavjere bilo je kada je krajem sedamdesetih izišao znanstvenofantastični film Capricorn One s radnjom o lažiranju slijetanja na Mars što je u javnosti potpirilo teorije koje je Kaysing začeo.

### Nakon Billa Kaysinga
Nakon dugo vremena mirovanja, velik utjecaj na ponovnu popularizaciju navedenih teorija imala je televizijska emisija američkog FOX TV-a Conspiracy Theory: Did We Land on the Moon? koja je emitirana u veljači 2001. godine. Prema anketi iz 1999. godine svega 6% Amerikanaca je vjerovalo da su slijetanja na Mjesec bila lažirana.
Utjecaj pseudoznanstvenih dokumentarnih filmova nakon 2001. godine, kao i rastući trend raznoraznih teorija zavjere nakon napada 11. rujna drastično je povećao taj broj, tako da prema jednoj anketi iz 2009., napravljenoj 40 godina nakon slijetanja na Mjesec, čak 25% Amerikanaca vjeruje da je događaj bio namješten.

## Navodni motivi lažiranja
Teoretičari urote navode nekoliko razloga zašto bi američka vlada imala koristi od obmanjivanja javnosti lažiranim slijetanjem na Mjesec. Stručnjaci pak to osporavaju i tvrde kako bi bilo nemoguće držati takvu laž od javnosti jer je više od 400,000 ljudi radilo na programu Apollo u gotovo 10 godina, čime bi bilo teško osigurati da barem jedan od njih ne bi otkrio tajnu da je ona postojala.

#### Demonstracija moći
1950-ih i 1960-ih trajala je svemirska utrka između SAD-a i SSSR-a. Sovjetski Savez je preduhitrio Amerikance u slanju prvog umjetnog satelita (Sputnik 1) i prvog čovjeka (Jurij Gagarin) u svemir, tako da su SAD barem htjele biti prve u slanju prvog čovjeka na Mjesec. 25. svibnja 1961., predsjednik John F. Kennedy je održao slavni govor u kojem je prigrlio taj cilj: „Vjerujem da bi se ova nacija trebala posvetiti ostvarivanju cilja, do kraja ovog desetljeća spustiti čovjeka na Mjesec i vratiti ga sigurno natrag na Zemlju“.
Jednom kada je Kennedy obećao slijetanje na Mjesec do kraja desetljeća, NASA je bila pod ogromnim pritiskom ispunjenja te norme radi prestiža države. U slučaju da je teorija urote istinita i da SAD tada još nisu imale tehničke mogućnosti lansirati čovjeka na Mjesec, NASA je morala lažirati cijelu stvar kako bi ispalo da su SAD moćnija i superiornija država od SSSR-a.

#### Sigurnost astronauta
Ogromna količina gama radijacije koju proizvodi Van Allenov radijacijski pojas razorna je za ljudsko tijelo kao i za osjetljive tehnološke komponente modernih satelita. Američki znanstvenik James Van Allen otkrio je 1958. tijekom misije Explorer 1 kružni tunel nabijen energetskim česticama plazme oko Zemlje. Van Allenov radijacijski pojas veliko je i iznimno snažno polje radijacije koje okružuje planet i štiti ga od opasnog zračenja, a prodire kroz gotovo sve čovjeku znane materijale. Vanjski sloj tvore energijom nabijeni elektroni zarobljeni u planetarnoj magnetosferi, proteže se od 3. do 10. Zemljinog radijusa i emitira zračenje jačine od 0,1 do 10 MeV (mega elektron volt, 108 eV). Unutarnji sloj puno je opasniji, a prostire se na visini od 100 do 10.000 kilometara iznad površine zemlje. Sadrži visoko energetske protone (više od 100 MeV) i elektrone od nekoliko stotina keV-a. U standardnim demonstracijskim i školskim pokusima kalibracijski izvori gama zračenja daju 1 MeV, a izloženost toj količini zračenja duža od 5 minuta pogubna je. Sve preko 10-ak MeV razara ljudsko tkivo.
Mnogi upravo u tome vide najsnažniji argument teorije urote: NASA se bojala da bi prilikom emitiranja snimke slijetanja uživo astronauti mogli poginuti prolaskom kroz pojas, što bi bila katastrofa za sve uključene u projekt. Neki čak smatraju da je Starfish Prime (nuklearni pokus izveden 1962. otprilike 400 km iznad Zemljine površine) bio neuspjeli pokušaj smetanja Val Allenovog pojasa. Također, temperatura površine Mjeseca je između -233 °C i 123 °C, čime bi život astronauta također bio ugrožen. Stoga su se, prema teoriji, radije odlučili za sigurniji pristup i snimili sve u studiju.
Međutim ovu je tvrdnju naknadno opovrgnuo i sam James Van Allen koji je ustvrdio da količina zračenja u kratkom periodu prolaska letjelice kroz Van Allenov pojas ne bi bila smrtonosna za astronaute. Apollo letjelice su kroz Van Allenov pojas prolazile samo četiri sata, a od ionizirajućeg zračenja bili su zaštićeni metalnom oplatom same letjelice. Štoviše sama putanja letjelice od Zemlje do Mjeseca odabrana je na način da se što više smanji izlaganje zračenju prilikom prolaska kroz Van Allenov pojas. Količina zračenja prilikom prolaska kroz Van Allenov pojas manja je od 1 rem (10 mSv), što je ekvivalent normalnom ambijentalnom zračenju koje prosječan čovjek na zemlji primi u tri godine. S druge strane zračenje je upravo dokaz da su astronauti tamo bili. Uočeno je da je 33 od 36 astronauta iz programa Apollo dobilo sivu mrenu za koje se pokazalo da je posljedica izloženosti kozmičkom zračenju za vrijeme putovanja.

#### Skretanje pozornosti s Vijetnama
Prema ovom argumentu, cijela misija Apollo 11 samo je trebala skrenuti pozornost javnosti s Vijetnamskog rata, međutim tu se zanemaruje da se incident u zaljevu Tonkin odigrao tek 1964., dakle tri godine nakon Kennedyjeva govora.

#### Osiguranje budžeta
Prema ovom argumentu, NASA se bojala da bi vlada mogla ukinuti njen budžet od 30 milijardi $ ako projekt ne bi ostvario rezultate, pa su pred kraj 1960-ih odlučili pripremiti i emitirati lažno slijetanje na Mjesec, koje su snimili u studiju na Zemlji. Prema ovom konceptu, nije vlada prevarila javnost, nego je NASA prevarila vladu.

## Navodni dokazi i znanstvena objašnjenja istih
Teoretičari urote naveli su nekoliko nelogičnosti koje prema njima predstavljaju dokaze da je slijetanje na Mjesec bilo lažirano. Jedan od prvih i najpoznatijih argumenata koji se spominjao u korist teorije urote bilo je navodno vijorenje zastave na vjetru što bi bilo nemoguće u vakuumu. Ovaj najčešći pseudoargument se vrlo jednostavno može vidjeti kao netočan pregledavanjem video snimki s Mjeseca na kojem se jasno vidi da zastava ne vijori.
S druge strane svi navodni dokazi teoretičara urote su znanstveno pobijeni kao krivo interpretiranje fizikalnih i optičkih pojava zbog dojma da pojave na Mjesecu moraju izgledati isto onako kako iizgledaju na Zemlji, što na Mjesecu nije slučaj, te su svi navodni dokazi znanstveno demantirani kao neosnovani.
Do danas, nitko iz američke vlade ili NASA-e koji je bio uključen u Apollo program nije izjavio da su slijetanja na Mjesec bila prijevara. Također, vlada ne bi bila u mogućnosti ušutkati svakoga tko bi eventualno bio uključen u zavjeru (primjer su brojne afere koje su razotkrili zviždači od kojih je najpoznatiji Watergate, te aktualna afera WikiLeaks) a prema broju ljudi uključenih u projekt do danas bi netko već morao istupiti i razotkriti navodnu prijevaru što se do danas nije dogodilo.

### Isti krajolici na Mjesecu
Na nekim različitim fotografijama s Mjeseca se vide isti krajolici u pozadini (brijegovi i planine). Teoretičari urote to interpretiraju kao identične kulise koje se koriste na različitim lokacijama.
Ova pretpostavka je pogrešna jer se radi samo o optičkoj varci pošto su brda u pozadini udaljena desecima kilometara daleko. Na zemlji smo navikli procjenjivati udaljenost prema izmaglici u atmosferi tako da se dalji objekti slabije vide od onih bližih. Na Mjesecu pak u uvjetima vakuuma nema izmaglice tako da su objekti koji su desecima kilometara daleko jednako jasni kao i oni koji su blizu, zbog čega dolazi do ove optičke varke što još više dolazi do izražaja kada se gleda dvodimenzionalnu sliku.
- Pozadina kod misije Apollo-15 na lokaciji Hadley-Apennine.
- Isti motiv otprilike 90 minuta kasnije.
- Anaglif dvaju slika.

### Izostanak zvijezda na nebu
Na gotovo nijednoj fotografiji Apollo misija ne mogu se vidjeti zvijezde na mjesečevom nebu. Teoretičari urote to vide kao dokaz da je nebo bila samo crna kulisa u studiju a da se NASA nije ni trudila postaviti lažne zvijezde jer bi mogle biti postavljene na krivim koordinatama.
Fotografije na Mjesecu su slikane pod jakim sunčevim svjetlom te se zvijezde niti nisu mogle vidjeti na fotografijama. Dapače, sami astronauti su potvrdili da za vrijeme boravka na Mjesecu od sunčevog osvjetljenja nisu ni vidjeli zvijezde. Do dan danas na brojnim fotografijama iz svemira, pogotovo iz zemljine orbite, ne vide se zvijezde, a i svaki fotograf amater može uočiti da se na njegovim noćnim fotografijama prilikom slikanja blicom neće vidjeti zvijezde na nebu.
- Apollo-11 misija. Zvijezde se ne vide na nebu.
- Discovery je fotografirao stanicu Mir iznad zemlje. Zvijezde nisu vidljive.
- Astronaut Bruce McCandless. U orbiti oko zemlje također se ne vide zvijezde kao ni na Mjesecu.

### Izostanak kratera ispod svemirskih letjelica
Na 16 mm filmovima svih slijetanja na Mjesec nema kratera prilikom slijetanja ili uzlijetanja svemirskih letjelica, tzv. lunarnog modula. Zapravo, nema niti premještanja prašine s tla.
Kratera naime nije niti trebalo biti s obzirom na to da je lunarni modul već iznad površine pokrenuo sustav za usporavanje, čime je lagano sletio na mjesečevu površinu, pošto je gravitacija tog satelita samo 1/6 zemljine. U atmosferi paljenje raketnog motora uzrokuje turbulenciju cjelokupnog zraka oko motora što uzrokuje vrtloženje i stvaranje karakterističnih kratera. U vakuumu nema okolnog zraka koji bi se vrtložio a prilikom izlaska plinova iz motora u vakuum tlak naglo pada za razliku od startanja motora u atmosferi pod tlakom, što objašnjava izostanak karakterističnog kratera. Osim toga, nađeni su manji, jedva vidljivi krateri ispod modula koji fizikalno odgovaraju slijetanju na Mjesec.
- Apollo 11. Ispod svemirske letjelice nema nikakvih tragova potiska.
- Lansiranje Apollo 17 rakete 17. prosinca 1972. Prilikom uzlijetanja, stvara se ogromna prašina.

### Zastava vijori na Mjesecu
Na jednoj snimci s Mjeseca vidi se Buzz Aldrin s američkom zastavom koja je zgužvana i čini se da vijori. Prema kritičarima, to je dokaz da nije bilo vakuuma nego da je vjetar zavijorio zastavu.
Zastava je visjela na L-nosaču, a kako je bila vakumirana šest mjeseci, kada su je astronauti izvadili i postavili na šipku ostala je zgužvana. Na filmu se pak jasno vidi kako je zastava nepomična, čime se u potpunosti odbacuje teza o vijorenju.
- Buzz Aldrin ispred zgužvane zastave na Mjesecu koja neupućenom promatraču izgleda kao da viori na vjetru.

### Sjene
Na mnogim fotografijama s Mjeseca, primijeti se više izvora sjena na površini, što je kritičarima kontradiktorno. Prema njima, to dokazuje da Sunce nije bio jedini izvor svjetla, nego da ih je bilo više, vjerojatno uzrokovane rasvjetom u studiju.
Ovaj argument bazira se na nepoznavanju fotografije i rasvjete. I površina Mjeseca i sam lunarni modul bili su u stvari izvor refleksije svjetla, a da su neravnomjerne sjene uzrok nepravilne površine Mjeseca, čime se uz korištenje širokokutnih objektiva na fotoaparatu kod neupućenog gledatelja stvara optička varka i dojam da su sjene iz različitih izvora. Uostalom kada bi postojali višestruki izvori svjetla, sjene bi bile dvostruke ili višestruke, a ne jednostruke kakve i jesu na stvarnim snimkama i fotografijama.
- Lunarni modul "Antares" tijekom programa Apollo 14. Sunce se navodno vidi u pozadini. Riječ je samo o refleksiji sunca s metalne površine letjelice
- Apollo 12: astronaut je u sjeni lunarnog modula, ali se ipak jasno vidi zbog refleksije sunčevog svjetla od mjesečeve površine.
- Na zrcalu Aldrinovog šljema se uslijed iskrivljene slike vidi drugi smjer sjene od njegove.

### Gravitacija
Teoretičari urote tvrde da na snimkama astronauti jako malo skaču na površini Mjeseca, najviše 60 cm, čime nisu osobito drugačiji od prosječnih skokova na Zemlji. Prema tom zaključku, pošto Mjesec sadrži samo 1/6 Zemljine gravitacije, na njemu bi trebali biti u stanju skakati mnogo više. Također, tvrde da kada bi se ubrzale snimke, izgledalo bi da astronauti hodaju potpuno normalno, kao i na Zemlji, prema čemu zaključuju da su scene snimljene u Hollywoodu.
Astronauti su morali nositi vrlo teška svemirska odjela te opremu za kisik i hlađenje – u misiji Apollo 14 nosili su 83 kg, a pri Apollu 15 čak 91 kg težine, što je značilo da im je ukupna težina s tijelom bila oko 170-180 kg. Na Mjesecu, imali bi dakle težinu od oko 30 kg, što također ne omogućava skakanje astronauta nekoliko metara u visinu.
S druge strane, na snimkama s Mjeseca se jasno vidi kako se prašina koju astronauti podižu prilikom hodanja po Mjesečevoj površini podiže vrlo visoko zbog slabe gravitacije i pada na pod po pravilnoj paraboličnoj putanji zbog vakuuma bez kovitlanja što potvrđuje autentičnost snimanja na Mjesecu, jer do sada taj efekt nikada u filmskom studiju nije moguće simulirati. Na Zemlji se prašina, kada se digne, spušta polagano i vrtloži zbog otpora zraka, što se vrlo lako može uočiti u svim hollywoodskim filmovima koji su snimani na temu slijetanja na Mjesec.
Tokom misije Apollo 15 astronaut David Scott snimio je eksperiment u kojem je u istom trenutku iz ruku ispustio čekić i pero kako bi pokazao kako u vakuumu sva tijela padaju jednakim ubrzanjem, što najviše dokazuje autentičnost slijetanja na Mjesec.

### Kamera
Prema ovoj pretpostavci, površina Mjeseca bila bi toliko vruća da bi otopila film u kameri da su astronauti stvarno bili tamo.
Ova pretpostavka je također kriva. U vakuumu se toplina nalazi samo na površini Mjeseca te ne može stići do kamere koja nije u kontaktu s njom kao što to može na zemlji gdje se toplina prenosi konvekcijom preko zraka. Također, svako slijetanje na Mjesec planirano je nedugo nakon izlaska Sunca, zbog čega je temperatura mjesečeve površine uglavnom bila umjerena.

### Kašnjenje prijenosa
Pošto je Mjesec udaljen otprilike 400 000 km od Zemlje, očekivalo bi se zakašnjenje prijenosa komunikacije između astronauta i tehničara na Zemlji ne manje od barem 2 sekunde.
Kašnjenja u prijenosu zvuka je bilo, ali su pauze u dokumentarnim filmovima izrezane kako bi dobili kontinuitet.
- Apollo 17. Svemirska letjelica polijeće u zrak. No ne ostavlja krater ispod ispušne cijevi niti je jasno tko upravlja kamerom koja snima događaj ako su astronauti u letjelici.

Kamerom je u stvari bilo upravljano sa zemlje, a prilikom snimanja operater je morao na slijepo upravljati kamerom dvije sekunde prije polijetanja. Isto je pokušano u prethodnoj misiji Apollo 16, no neuspješno, tako da je snimka s posljednje Apollo misije jedina uspjela snimka polijetanja s Mjeseca.

### Zašto čovjek nije bio na Mjesecu od 1970-ih?
U prosincu 1972., Apollo 17 bila je zadnja misija s ljudskom posadom na Mjesecu. Od tada do danas, više nije bilo pokušaja postavljanja svemirske baze na Mjesecu, niti astronauta na isti. Čak niti ruski niti kineski astronauti nikada nisu službeno bili na Mjesecu. Teoretičari urote to objašnjavaju pretpostavkom da je sa sadašnjom tehnologijom nemoguće poslati astronauta sigurno na Mjesec, a da su to uvidjeli i ruski i kineski znanstvenici te su na neko vrijeme odustali od pokušaja, iako bi bilo za očekivati da će se barem jedna od preostalih svjetskih velesila natjecati tko će biti druga država koja će poslati čovjeka na taj satelit. Prema toj teoriji jednom kada su lažne snimke uvjerile ljude da je NASA ostvarila svoj cilj, više nije bilo potrebe sa šaradom i daljnji programi su prekinuti.
Činjenica je pak da je slanje čovjeka na Mjesec jako skup poduhvat i da se jednostavno više nije isplatilo, pa je nakon misije Apollo 17 Kongres odlučio prekinuti financiranje programa Apollo te su otkazane planirane misije Apollo 19 i Apollo 20. Međutim neodlazak ljudi na Mjesec nakon programa Apollo nije konačno stanje te se i dalje planiraju letovi u budućnosti.
Američki predsjednik George W. Bush 2004. je pokrenuo novi projekt Constellation kojim bi se ponovo vratilo na Mjesec. Međutim 2010., američki predsjednik Barack Obama smanjio je budžet i tako privremeno zaustavio NASA-in program o povratku čovjeka na Mjesec.

## Nezavisni dokazi o autentičnosti slijetanja na Mjesec
Osim službenih podataka NASA-e, postoje i nezavisni dokazi koji potvrđuju tvrdnju da je čovjek stvarno sletio na Mjesec
Tijekom misija programa Apollo astronauti na mjesečevoj površini postavili reflektirajuće ploče koje služe za izračunavanje udaljenosti između Zemlje i Mjeseca. Zvjezdarnica MacDonald pokraj Fort Davisa u Teksasu i danas koristi te laserske reflektore u svojim eksperimentima. Zvjezdarnica usmjerava laserske pulsove prema Mjesecu i do 240 puta godišnje. Zbog geometrije ploča, pulsovi se odmah odbijaju natrag na Zemlju gdje ih zvjezdarnica bilježi.
Paul Renne, ravnatelj geološkog centra u Berkeleyu, zadnjih desetak godina proučava mjesečevo kamenje te kaže da je nedvojbeno da ono potječe s Mjeseca. Posebnu pažnju pri geološkim analizama privlače male kuglice stakla. Kroz laboratorijske pokuse dokazano je, da su mjesečevi materijali stari 3,5 milijardi godina. Na Zemlji, isti se materijali mogu pronaći najveće starosti do 160 milijuna godina. Zemlja ne može očuvati takve staklene objekte zbog svoje konstantne geološke dinamike.
Osim NASA-e razni drugi neovisni znanstvenici diljem svijeta proučavali su mjesečevo kamenje iz Apollo misija u periodu duljem od 40 godina kao i kamenje iz ruskih robotskih misija te ne postoji niti jeda ineovisan znanstveni rad koji bi osporavao da mjesečevo kamenje ne potječe s Mjeseca
Također, mjesta i tragovi slijetanja Apollo misija na Mjesecu vidljiva su i na snimkama drugih svemirskih agencija koje nisu sudjelovale u programu Apollo.
2007. Japanska svemirska agencija (JAXA) lansirala je u mjesečevu orbitu satelit SELENE, te je na snimkama uočeno mjesto slijetanja mjesečevog modula.
2008. Indijski satelit Chandrayaan-1 također je uslikao mjesto slijetanja misije Apollo 15 kao i ostavljeno mjesečevo vozilo i tragove vožnje po površini Mjeseca.
2010. Kineski satelit Chang'e 2 uočio je tragove slijetanja prijašnjih Apollo misija.

## U popularnoj kulturi
- U filmu Dijamanti su vječni, protagonist James Bond bježi od svojih neprijatelja kroz jednu dvoranu u kojoj astronauti hodaju po kulisi mjesečeve površine, te čak uskoči u lunarno vozilo.
- ZF film Capricorn One pokazuje tri astronauta koja se spremaju na put za Mars. Na njihovo iznenađenje, u zadnji trenutak bivaju evakuirani iz rakete i primorani lažirati slijetanje na taj planet jer njihov nadređeni smatra cijeli poduhvat preopasnim.
- U filmu Uhode, lik kojeg glumi Dan Aykroyd u jednom humorističnom trenutku izjavljuje da je slijetanje na Mjesec bilo lažirano.
- U jednoj epizodi serije Family Guy, Neil Armstrong izlazi iz studija nakon snimanja slijetanja na Mjesec. Kada ga primijeti prolaznik i upita kako to da nije na Mjesecu, ovaj ga ubije. U jednoj drugoj epizodi iz druge sezone, Peter tvrdi da mu moći "jednako lažne kao i slijetanje na Mjesec".
- U jednoj epizodi iz serije Futurama, u kojoj glavni protagonisti bivaju vraćeni natrag u 1947. godinu, Dr. Zoidberg biva odveden u područje 51 radi ispitivanja. Kada jedan general napomene da se tamo nalazi kulisa za slijetanje na Mjesec, nadređeni odluče osnovati NASA-u i organizirati pravo slijetanje. U jednoj drugoj epizodi, Phillip J. Fry na površini Mjeseca uz svemirski modul ugleda postavljenu zastavu Konfederacije umjesto zastave SAD-a.
- Njemačka glazbena skupina Rammstein u spotu za pjesmu Amerika članovi sastava su obučeni u svemirska odjela, te sviraju na Mjesecu. Na kraju spota se vidi da su snimke s Mjeseca zapravo snimane u filmskom studiju, čime aludiraju da je spuštanje na Mjesec zapravo bilo iscenirano.
- Lažni dokumentarac Operacija Mjesec (2002.) izvrće intervjue i vadi rečenice iz konteksta kako bi zavarao gledatelje da je američka vlada lažirala slijetanja na Mjesec.
- U stripu Martin Mystère se otkriva da je teorije urote o slijetanju na Mjesec potajno potakla sama američka vlada kako bi "čovječanstvo ponovno imalo neko blisko nebesko tijelo čijem bi dosezanju moglo težiti".

## Vanjske poveznice
- Osporavanje teorija urote o slijetanju na Mjesec
- Kritička analiza fotografija  Arhivirana inačica izvorne stranice od 18. rujna 2010. (Wayback Machine)
- Site u kojem se izlažu dokazi protiv teze o slijetanju
- Mythbusters Moon Hoax na YouTubeu